# Part Records
Part Records ist ein deutsches Independent-Label, welches 1992 in Sinsheim als Bestandteil von Andy Widders Unternehmen Rockin’ Rollin’ Products gegründet wurde.
Produziert werden die Genres Authentic und Neo Rockabilly, Rock ’n’ Roll, aber auch Surf, Swing, Neo-Swing, Doo Wop, Teddyboy Rock’n’Roll, Revival Rock ’n’ Roll, Rhythm and Blues, Country, Western, Hillbilly, Western Swing.

## Geschichte
Anlass der Gründung des Labels durch Andy Widder war, Schallplatten von Rockabilly-Bands zu veröffentlichen, die 1992 durch Deutschland ohne einen Plattenvertrag oder Vertrieb zu haben. Die ersten Tonträger präsentierten internationale Künstler wie die King Rats sowie deutsche Musiker wie Billy & the Lucky Boys, Gate Crashers, Mason Dixon Hobos, Mess of Booze und Rough’n’Tumble.
Ab dem Jahr 1994 wurde das Magazin Dynamite! – The World Of Rock’n’Roll von Andy Widder publiziert, die beiliegende Vinyl-Single (ab Ausgabe 46 dann eine Longplay-CD) wurde jeweils von Part Records koordiniert und veröffentlicht. 1996 wurde Part Records durch den Musikverlag Part Record Publishing verstärkt, der in der Zeit von 1996 bis 2000 mit dem Hamburger Elbmusikverlag von Thomas Ritter zusammenarbeitete.
Durch die Veröffentlichung von Bands aus Schweden (Go Getters), Spanien (Nu Niles), Belgien (Be Bops), England (Greggie G & his Crazy Gang), Racketeers (USA), Billy Bros. Jumpin‘ Orchestra (Italien), den Barnshakers (Finnland) wurde ein größerer Wirkungsradius und Bekanntheitsgrad erreicht, durch den auch die deutschen Bands bekannter wurden.
Seit dem Jahr 2004 werden die Produktionen von Part Records für Deutschland, Österreich und die Schweiz von dem Independent-Label Broken Silence in Hamburg vertrieben.
2012 wurde ein Sublabel (Sideburn Music) gegründet, das auf Punk-’n’-Roll-Bands spezialisiert ist.

## Künstler (Auswahl)
- Mac Curtis
- Black Raven
- Ray Campi
- Foggy Mountain Rockers
- Mason Dixon Hobos
- Go Getters
- Rip Carson
- Carlos & The Bandidos
- Crystalairs
- Mars Attacks
- Kentucky Boys
- King Rats
- Slapbacks
- Texabilly Rockets
- Hellabama Honky-Tonks
- Hot Jumpin’ 6

## Auszeichnungen
- 2011 Nominierung von der WAMA (Washington Area Music Association) für die CD The Best of Ripsaw Records, Vol. 1 als Roots Recording of the Year.
- 2012 3rd Coast Music – Best Tribute Album Of The Year – VA: The Best of Ripsaw Records Vol. 2